# Le Désir attrapé par la queue
Le Désir attrapé par la queue est une pièce de théâtre surréaliste en six actes écrite par Pablo Picasso en janvier 1941 sous l'Occupation allemande. Conçue comme un acte de résistance, elle préfigure le théâtre de l'absurde.
Après une première représentation privée réalisée le 19 mars 1944 avec les proches amis de Pablo Picasso, la pièce doit être créée officiellement pour la première fois en juillet 1967 lors du festival de la Libre expression à Saint-Tropez, mais elle l'est à Gassin du fait de l'interdiction de la municipalité. 

## Historique

### Contexte d'écriture
Durant la Seconde Guerre mondiale, Pablo Picasso entreprend d'écrire une pièce de théâtre au début de l'année 1941, dans un Paris occupé et en butte à de sévères restrictions alimentaires. Quel que soit le support, Picasso travaille en général très rapidement jusqu'à réaliser plusieurs toiles quotidiennement. L'écriture de sa pièce ne lui prend que quatre jours, entre le 14 janvier et le 17 janvier 1941.
Trois ans plus tard, face à l'avancée des Alliés, la Gestapo et les Brigades spéciales déploient tout leur zèle pour remplir les derniers convois pour Auschwitz. Le 2 mars 1944, Pablo Picasso apprend que Max Jacob, son frère en poésie, l'homme avec lequel quarante ans plus tôt il partageait sa misère et apprenait le français, a été interné au camp de Drancy. Tous les amis de Max Jacob se mobilisent mais demandent au peintre de ne pas intervenir en raison de sa position trop compromettante. Picasso est impuissant à faire libérer le vieux poète, dont les poèmes circulent clandestinement jusque dans les stalags. Celui-ci meurt trois jours plus tard, victime des conditions de détention.
Pablo Picasso invite ses amis le 19 mars 1944 à jouer et écouter son drame surréaliste sous le portrait qu'il a fait de Max Jacob deux ans plus tôt et qu'il a dressé pour l'occasion dans le salon des Leiris, qui habitent un appartement voisin du sien, 53 bis quai des Grands-Augustins.
Albert Camus, qui a déjà publié son essai sur l'absurde de la condition humaine qu'est Le Mythe de Sisyphe, se charge de ce qui est censé être une mise en scène. Dans l'assistance se trouvent notamment Jacques Lacan, Jean-Louis Barrault, Georges Bataille, Sylvia Bataille, Georges Braque, Cécile Éluard, Jaume Sabartés, Maria Casarès, Valentine Hugo, Henri Michaux, Pierre Reverdy ainsi que Claude Simon, qui fera en 1997 une description de l'événement pleine d'ironie dans son roman Le Jardin des plantes. Quelques mois plus tard, Picasso réunit le 16 juin 1944 ces mêmes personnes chez lui, rue des Grands-Augustins, pour les remercier et fait immortaliser le moment par Brassaï dans une photographie qui deviendra particulièrement célèbre.
L'initiative n'est pas sans rappeler celle de Lily Pastré[précision nécessaire], à laquelle avaient assisté dans les premiers mois de 1942 Jacques Lacan visitant sa patiente Youra Guller au château de Montredon. Cette lecture faite par une telle troupe restera comme un moment mémorable dans le Paris littéraire occupé.

### Distribution des rôles lors de la représentation privée de 1944
La première lecture du Désir attrapé par la queue, le 19 mars 1944, est animée par Albert Camus, Pablo Picasso se contentant d'en être spectateur. Les rôles sont tenus par,, : 
- Le Gros Pied : Michel Leiris
- L'Oignon : Raymond Queneau
- La Tarte : Zanie Campan (Zanie Aubier)
- Sa cousine : Simone de Beauvoir
- Le Bout rond : Jean-Paul Sartre
- Les Deux Toutous : Louise Leiris
- Le Silence : Jacques Bost
- L'Angoisse grasse : Dora Maar
- L'Angoisse maigre : Germaine Hugnet
- Les Rideaux : Jean Aubier

### Création officielle en 1967
Des lectures sont de nouveau faites après la guerre, à Londres en 1949, notamment par Dylan Thomas, ainsi qu'à New York au Living Theatre en mars 1952. Elle est jouée en Autriche en 1962 au théâtre-atelier de Naschmarkt de Vienne, sans l'accord de l'auteur. Elle fait l'objet de représentations à Lausanne, au Théâtre du Lapin Vert, en mars 1967, sous la direction de Martine Paschoud,.
La pièce doit être créée officiellement en juillet 1967 à Saint-Tropez lors du quatrième Festival de la Libre expression. Le conseil municipal de Saint-Tropez vote à l'unanimité l'interdiction de la représentation sur son territoire et en appelle à la préfecture. La décision de la mairie de Saint-Tropez est dénoncée par une quarantaine d'écrivains, artistes et intellectuels dont Eugène Ionesco, Jacques Prévert, Maurice Nadeau, Raymond Queneau et la vicomtesse de Noailles. C'est finalement une commission de sécurité qui conduit à un arrêté interdisant la représentation à Saint-Tropez. Le maire de Gassin va alors voir le créateur pour lui proposer un terrain et lui témoigner sa confiance. Les répétitions se déroulent au Mas de Chastelas, où a été tourné La Collectionneuse. La pièce est finalement créée à Gassin, au carrefour de la Foux,. 
Sous la direction de Jean-Jacques Lebel et Allan Zion, la distribution des rôles principaux est assurée par Rita Renoir, en remplacement de Bernadette Lafont initialement prévue, Jacques Seiler, László Szabó, Taylor Mead, Ultra Violet, Jacques Blot, Michèle Lemonnier, Marnie Cabanetos et Dort Alae. Les décors sont créés par Allan Zion et René Richetin, les costumes par Quasar Khanh. Le groupe Soft Machine organise des happenings autour de la pièce.
La représentation est financée principalement par Victor Herbert, un Américain qui investit 250 000 francs.

## Personnages et absence d'intrigue
Les personnages sont des allégories, mais des allégories qui ne symbolisent rien que de grotesque. Ce sont Le Gros Pied, L'Oignon, La Tarte, Sa cousine, Le Bout rond, Les Deux Toutous, Le Silence, L'Angoisse grasse, L'Angoisse maigre, Les Rideaux.
Le scénario n'a rien de cohérent. Une didascalie indique qu'il se déroule dans le « noir complet ». Les personnages se retrouvent dans un hôtel le soir du mardi 14 janvier 1941. Tous ces convives ne sont occupés que par trois choses : la faim, le froid et l'amour.
Le texte se déploie dans un style totalement déroutant. Écrits parfois par le procédé de l'écriture automatique cher aux surréalistes, les dialogues alternent l'esprit rabelaisien et des images évocatrices à la tonalité humoristique plus fine. Les références directes à la peinture sont très rares, avec une seule allusion aux Demoiselles d'Avignon « qui ont déjà trente-trois longues années de rente... », mais l'auteur utilise toutefois un langage appartenant aux champs sémantiques de la peinture et de la sculpture comme le note Raymond Queneau.
Le spectateur serait amené à conclure qu'« il n'y a rien à dire du destin de l'homme et de la condition humaine [...] rien à dire sur l'homme ni sur le monde ».

## Une œuvre polémique
Le texte en lui-même et les indications données par l'auteur pour la scénographie et le jeu des acteurs provoquent lors de ses différentes représentation des polémiques. La pièce n'est jamais, dans les années qui suivent son écriture, jouée, notamment par peur de la censure ou des réactions des autorités. Créée publiquement en Autriche, elle n'est jouée qu'en tronquant le texte et sans respecter les désirs de l'auteur, notamment concernant la nudité des acteurs.
Les articles de presse parlent « d'écriture approximative », de « vulgarité », de « pornographie, ». L'association de la pièce à un happening dont l'organisateur a déjà conduit à des troubles à l'ordre public et l'intervention des forces de l'ordre conduit la mairie de Saint-Tropez à vouloir interdire la création de la pièce,. Jean-Jacques Lebel précise : « On a parlé de pornographie. Il y a, c'est vrai, une scène où l'on voit une femme satisfaire sur scène un besoin naturel. [...] Les acteurs se promènent nus, c'est vrai aussi. Mais que je sache, Saint-Tropez n'est pas Lisieux ».

## Éditions
Le texte paraît tout d'abord dans une édition limitée à 180 exemplaires. Pablo Picasso en distribue des exemplaires à ses amis ; chaque exemplaire porte imprimé le nom du récipiendaire. Une traduction est publiée largement en 1961 en Italie, alors qu'elle reste très peu diffusée en France.
En 1945 le texte est publié dans le numéro Risques, travaux et modes - 1944 (1513 exemplaires) de la revue Messages dirigée par Jean Lescure. 
- Pablo Picasso, Le Désir attrapé par la queue, éditions Gallimard, Paris, 1945, réed. 1988  (ISBN 2-07-025084-9), réed. 1995  (ISBN 2-07-074164-8).